# Trillium nivale
Trillium nivale е вид растение от семейство Melanthiaceae. Видът е незастрашен от изчезване.

## Разпространение
Видът е разпространен в източната и западната част на САЩ, предимно в долините на Охайо и Мисисипи.

## Описание
Рядко достига височина над 9 cm. Цъфти от началото на март до края на април.